# Ahdil
Ahdil (franska: Ahdil (CR), Ahdil (Commune Rurale), arabiska: امنتانوت (البلدية)) är en kommun i Marocko.   Den ligger i provinsen Chichaoua och regionen Marrakech-Safi, i den centrala delen av landet, 300 km sydväst om huvudstaden Rabat. Antalet invånare är 11 764.